# Hart (Leonding)
Hart ist mit 5642 Einwohnern (Stand 2024) der bevölkerungsreichste Stadtteil von Leonding.

## Geografie
Hart grenzt im Norden an die Westbahn, im Osten an die Stadtteile Haag und St. Isidor, im Westen an Reith und Doppl. Die südliche Grenze bildet die  Wiener Straße B1 bzw. die Landeshauptstadt Linz.

## Geschichte

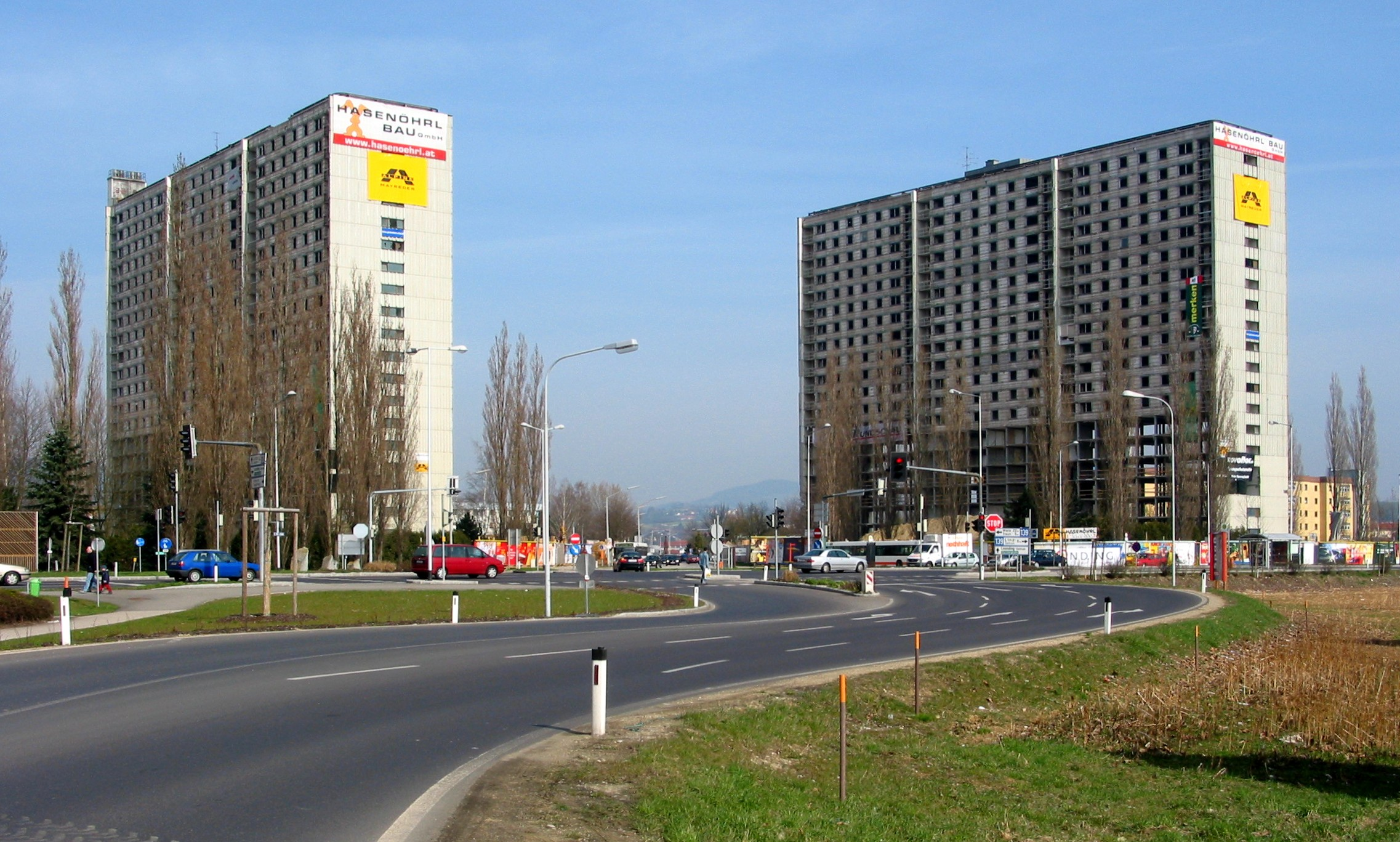
Mittlerweile gesprengte Hochhäuser am Harter Plateau

Bekannt wurde Hart vor allem in den 1970er Jahren, als die VÖEST-eigene Wohngenossenschaft GIWOG die Planung und den Bau mehrerer großer Wohnprojekte begann. Insgesamt sollte in Hart und in den benachbarten Stadtteilen Wohnraum für bis zu 30.000 Menschen entstehen.
Durch heftige Kritik, teilweise auch durch Fehlplanung – es fehlte zum Beispiel an Geschäften und einer Straßenbahnanbindung – und nicht zuletzt durch die internationale Stahlkrise 1985 fehlten letztendlich der Wille und die finanziellen Mittel für einen Weiterbau. Im Jahr 2003 wurden die beiden von 1972 bis 1974 gebauten und zuletzt stark heruntergekommenen 20-geschoßigen Hochhäuser am Harter Plateau unter großem Interesse der Bevölkerung und der Medien gesprengt. Nach der Sprengung entstanden am ehemaligen Standort der Hochhäuser neue, niedrigere Wohnanlagen sowie Büro- und Geschäftsflächen.

## Infrastruktur
Verkehrstechnisch ist Hart sehr gut erschlossen: Seit August 2011 verläuft durch Hart die Linzer Straßenbahnlinie 3, weiters wird Hart von mehreren Buslinien bedient.
In Hart befinden sich mehrere Schulen, unter anderem die HTL Leonding. Außerdem befinden sich sowohl der größte Park Leondings (Stadtpark Leonding) als auch die größte Halle Leondings (Kürnberghalle) in Hart.

## Kultur und Sehenswürdigkeiten
- Pfarrkirche Leonding-Hart